# Cuartel General de la Armada

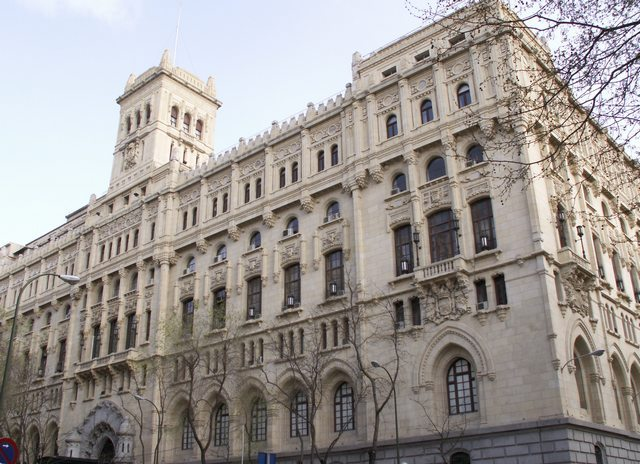
Cuartel General de la Armada.

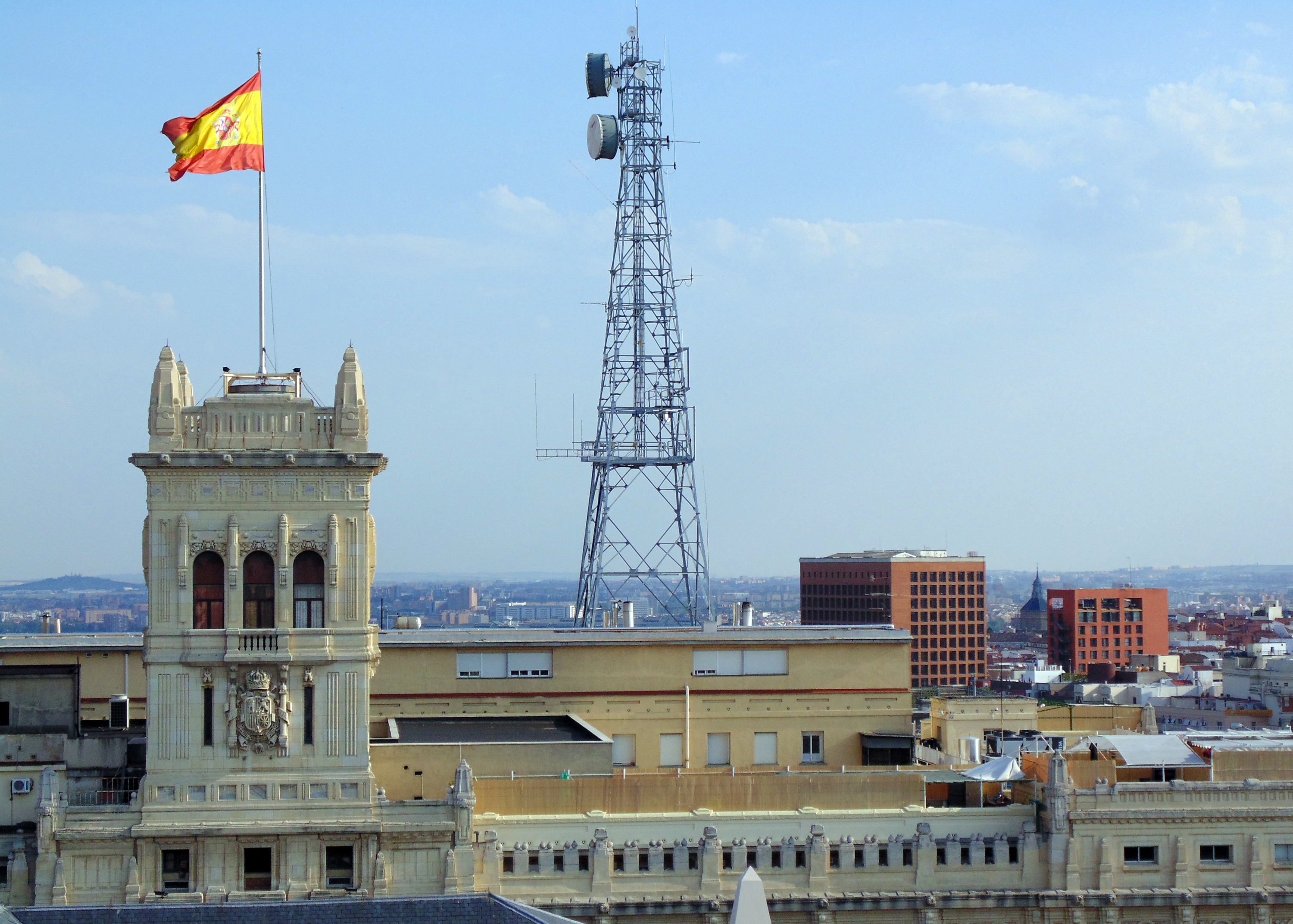
Fotografía desde una terraza de Madrid donde puede apreciarse el torreón del Cuartel General de la Armada

El Cuartel General de la Armada es un conjunto de órganos para asistir al almirante jefe del Estado Mayor en el ejercicio de mando de la Armada Española. Tiene su sede en Madrid.

## Edificio sede
Se trata de un edificio neogótico situado en el paseo del Prado de Madrid. En 1915 el Palacio de Godoy, sede central del Ministerio de Marina, se encontraba en un estado ruinoso. Gabino Bugallal, ministro de Hacienda, propone al rey Alfonso XIII la construcción de una nueva sede.
Fue diseñado por los arquitectos José Espelius y Francisco Javier de Luque. Su construcción se inició en 1925, en terrenos pertenecientes a los jardines del Buen Retiro, siendo inaugurado el 16 de julio de 1928. Cuenta con una fachada principal de corte historicista y en su esquina sudeste, en una parte moderna del edificio, posee en sus bajos la entrada al Museo Naval, que ocupa parte del edificio.

## Órganos que lo forman[2]
- Estado Mayor de la Armada.
- Jefatura de Sistemas de Información y Telecomunicaciones.
- Jefatura de Asistencia y Servicios Generales.
- Órgano de Historia y Cultura Naval.
- Gabinete del Jefe de Estado Mayor de la Armada.
- Asesoría Jurídica del Cuartel General de la Armada.
- Sección de Seguridad Naval Central.